# Командный Чемпионат СССР по спидвею 1964
| М  | Команда                   | Матч | Очки |
| -- | ------------------------- | ---- | ---- |
| 1  | «Башкирия», г. Уфа        |      | 474  |
| 2  | «Уфа», г. Уфа             |      | 457  |
| 3  | «СКА», г. Львов           |      | 454  |
| 4  | «Салават», г. Салават     |      | 402  |
| 5  | «Сирена», г. Москва       |      | 366  |
| 6  | «Радуга», г. Ровно        |      | 307  |
| 7  | «Восток», г. Владивосток  |      | 294  |
| 8  | «Нева», г. Ленинград      |      | 292  |
| 9  | «Корд», г. Балаково       |      | 254  |
| 10 | «Карпаты», г. Львов       |      | 203  |
| 11 | «Чайка», г. Ровно         |      | 202  |
| 12 | «Искра», г. Даугавпилс    |      | 190  |
| 13 | «СКА-2», г. Львов         |      | 177  |
| 14 | «Орёл», г. Орёл           |      | 169  |
| 15 | «Сакартвелло», г. Тбилиси |      | 152  |
| 16 | «Старт», г. Москва        |      | 35   |
| 17 | «Шахтёр», г. Червоноград  |      | ?    |

## Медалисты
| «Башкирия», г. Уфа | И.Плеханов, Б.Самородов, Ф.Шийнуров, Ю.Чекранов, Б.Бурляев      |
| «Уфа», г. Уфа      | Р.Хайбрахманов, Г.Кадыров, Р.Сафаров, Л.Краев, Р.Мингалеев      |
| «СКА», г. Львов    | К.Кришталь, А.Грузинцев, Г.Куриленко, С.Лятосинский, В.Вольский |